# Elise Ahlefeldt-Laurvig
Elise Ahlefeldt-Laurvig (født 17. november 1788 på Tranekær Slot, død 21. marts 1855 i Berlin) var en dansk grevinde, der var en kulturpersonlighed i begyndelsen af det 19. århundrede i Danmark og Tyskland.
Elise Ahlefeldt-Laurvig, hvis fulde navn var Elisabeth Davidia Margarethe Ahlefeldt-Laurvig (eller Ahlefeldt-Laurvigen), var datter af Frederik Ahlefeldt-Laurvig og dennes hustru, Louise Charlotte Hedemann. Hun var enebarn og blev ret frit opdraget. På Tranekær Slot kom der mange gæster, og Elise Ahlefeldt-Laurvig førte sig snart frem med sikkerhed i selskabslivet.
Hun havde en kort affære med en officer, hvilket resulterede i, at hun i 1807 fødte et uægteskabeligt barn, som blev bortadopteret til tyske forældre, og som hun først i 1823 optog kontakt med. I mellemtiden var hun taget med sin mor til Tyskland, hvor hun ved et badested i Bad Nenndorf nær Hannover mødte den tyske krigshelt Ludwig Adolf Wilhelm von Lützow, som hun – trods faderens modstand – giftede sig med i 1810. Hun delte von Lützows modstand mod Napoleon og gik aktivt ind i modstandsarbejdet. Dette gav hende berømmelse og anerkendelse i Tyskland. Men efter slaget ved Waterloo og den dermed opståede fred blev forholdet mellem ægtefællerne mindre godt, og hun kastede i stedet sin interesse på den senere så berømte digter Karl Immermann. Denne skrev som forfatter Die Epigon om livet på Tranekær Slot. Da Elise Ahlefeldt-Laurvig og Karl Immermann efterhånden levede mere og mere sammen, blev hun i 1825 skilt fra von Lützow.
Ahlefeldt-Laurvig fulgte derpå Immermann rundt i Tyskland, og hun blev ofte midtpunkt i selskabslivet, der tiltrak kunstnere og videnskabsfolk. Ahlefeldt-Laurvig, der var otte år ældre end Immermann, blev aldrig gift med ham, men blev alligevel knust, da han i 1839 giftede sig med en ung kvinde. Mod slutningen af sit liv boede Ahlefeldt-Laurvig i Berlin, hvor hun arrangerede litterære saloner og litteraturoplæsning, hvilket igen samlede betydningsfulde personer. I sine sidste år var hun svækket af sygdom, men var fortsat i kontakt med kulturlivet.
Elise Ahlefeldt-Laurvig skrev trods stor interesse for blandt andet litteratur ikke selv, men oversatte Ivanhoe til tysk.

## Forbindelsen til Christian 8.
I sin ungdom var prins Christian, den senere kong Christian 8., ofte gæst på Tranekær, og han havde et godt øje til den unge datter af huset. Ifølge en teori fødte Elise Ahlefeldt-Laurvig i 1805, hvor hun opholdt sig i Odense, et barn, hvis far var Christian 8. og derfor blev bortadopteret; barnet skulle være H.C. Andersen. Rygterne trivedes allerede tidligt i H.C. Andersens karriere som følge af hans ret lette adgang til kongehuset og bedre kredse i København.
Teorien bør ikke forveksles med det forhold, at Elise Ahlefeldt-Laurvigs i 1807 uden for ægteskab fødte og bortadopterede datteren Adolphine Laurvig.